# کارل دیویس
کارل دیویس (انگلیسی: Carl Davis؛ زادهٔ ۲۸ اکتبر ۱۹۳۶ – درگذشته ۳ اوت ۲۰۲۳) آهنگساز، و رهبر ارکستر اهل ایالات متحده آمریکا بود که از سال ۱۹۶۱ تا هنگام فوت در بریتانیا ساکن بود. وی از سال ۱۹۶۰ میلادی مشغول فعالیت بوده‌است.
او که از رهبران ارکستر فیلارمونیک لندن است، برای بیش از ۱۰۰ برنامهٔ تلویزیونی موسیقی ساخته است. عمدهٔ شهرتِ او به‌خاطر ساختِ آهنگ برای فیلم‌های صامت است.
از فیلم‌ها یا مجموعه‌های تلویزیونی که وی در آن‌ها نقش داشته است، می‌توان به مورو و الاکلنگ اشاره نمود.

## زندگی شخصی و مرگ
دیویس در ۲۸ دسامبر ۱۹۷۰ با بازیگر بریتانیایی ژان بوت ازدواج کرد. آنها صاحب دو دختر شدند شامل هانا لوئیز فیلمساز (متولد ۱۹۷۲) و جسی جو (متولد ۱۹۷۴). دیویس همچنین برای فیلم‌های مادران و دختران دخترش هانا (۲۰۰۴) و فیلم مطالعه (۲۰۰۸) موسیقی ساخت. دیویس و همسرش تهیه کنندگان اجرایی فیلم مطالعه بودند و آنها در این فیلم به عنوان یک زوج متاهل به نام داوودوویچ ظاهر شدند. 
دیویس در ۳ اوت ۲۰۲۳ در سن ۸۶ سالگی بر اثر خونریزی مغزی در آکسفورد درگذشت.